# Forquilha FM
Forquilha FM é uma emissora de rádio brasileira sediada em Forquilha, cidade do estado do Ceará. Opera no dial FM, na frequência 98,7 MHz, e faz parte da Associação de Radiodifusão e Desenvolvimento Comunitário de Forquilha - Sr. Antônio Ferreira Gomes Martins, dirigida por Célio Cavalcante e associados.

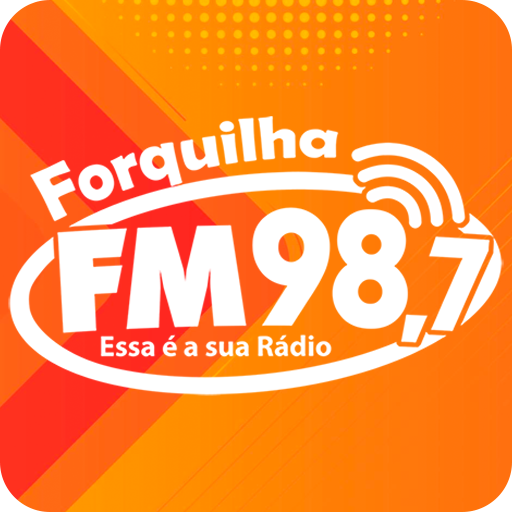
Logomarca oficial da emissora desde 2022

## História

### Fundação - 1997
A  Associação de Radiodifusão e Desenvolvimento Comunitário de Forquilha — Sr Antônio Ferreira Gomes Martins, foi fundada no dia 7 de maio de 1997, cujo estatuto consta registrado sob nº 557, L-A-5, em data do dia 9 de junho de 1997.

### Testes técnicos - 1997
A emissora entrou no ar em 16 de junho de 1997, na frequência 105,9 MHz, e se chamava 105,9 FM. Em 2000, por determinação da Anatel passou para a frequência 98,7 MHz e mudou seu nome para Forquilha FM. A emissora permanece nesta frequência até os dias de hoje.
A primeira rádio FM na cidade de Forquilha teve início em junho de 1997 de iniciativa dos irmãos Carlos Cesar Martins e Jorge Martins naturais de Forquilha - CE, cidade que fica a cerca de 208 quilômetros da capital cearense, Fortaleza - CE.
A rádio foi ao ar para os primeiros testes dos equipamentos em uma residência de um amigo dos irmãos Carlos Cesar  e Jorge Martins, na Rua São Francisco bem no Centro da Cidade. Naquela oportunidade não ouvi nem um problema técnico.
Logo a população forquilhense percebeu que havia uma rádio FM na cidade com a frequência 105,9 MHz com o nome fantasia “105,9 FM” e o slogan “A FM DE FORQUILHA”. Nascia naquele momento com apenas três locutores, uma das maiores conquistas da cidade de todos os tempos na área da comunicação “uma emissora de rádio FM”.

### Legalização da emissora - 1998
Não demorou muito e Carlos Martins e Jorge Martins deram início à legalização da emissora. Reuniram algumas pessoas da comunidade e juntaram assinaturas da população e formaram a (Associação de Radiodifusão e Desenvolvimento Comunitário de Forquilha – Senhor Antônio Ferreira Gomes Martins). No ano seguinte (1998) a entidade conseguiu a liberação da ANATEL para funcionamento provisório na frequência 105,9 MHz, o nome fantasia e o slogan continuaram os mesmos '105,9 FM, A FM DE FORQUILHA'.

### Mudança de frequência - 2000
Depois de quase dois anos, já em 2000 a pequena equipe de locutores, associados, e diretores puderam comemorar, pois conquistava o funcionamento legal da Associação de Radiodifusão e Desenvolvimento Comunitário de Forquilha – Senhor Antônio Ferreira Gomes Martins, que logo veio a ter o nome fantasia “Forquilha FM e o slogan Essa é a sua Rádio” e a frequência oficial “98,7 MHz”, A emissora continuo no mesmo endereço só que em outro prédio.
Mas não pense que foi fácil, até a conquista final muita coisa aconteceu, foram realizadas várias campanhas pedindo doações, desde os mais simples até os mais bem sucedidos empresários do município contribuíram para a construção da história desta emissora. Destacamos alguns agradecimentos especiais: Sindicato rural, autoridades municipal, estadual, federal e ao comércio local da cidade.

### Studio novo - 2008
No ano de 2008, A Forquilha FM muda de edifício, consquitando seu espaço com uma estrutura apropiado para uma emissora, esse foi um dos maior investimento na rádio! o estúdio da Forquilha FM permanece no mesmo endereço até os dias atuais, e daí em diante o que já era uma grande conquista ficou ainda melhor, foram implantadas grandes inovações, compra de equipamentos de última geração, desde a antena de transmissão, torre e a inovação de aparelhos de som do estúdio, Nova formação de uma equipe de colaboradores capacitados para levarem até os ouvintes a melhor programação.

### Inovação - 2008
O site forquilhafm.com.br foi fundado no dia 28 de novembro de 2008 para expandir o alcance da Rádio Forquilha FM.  Com 16 anos de atuação no meio digital, a plataforma tornou-se uma referência para quem busca notícias, programação ao vivo e conteúdos exclusivos.
Desde sua criação, o site acompanha as inovações tecnológicas, garantindo que os ouvintes possam acessar a rádio de qualquer lugar do mundo. Marcelo Gomes é um dos principais nomes da comunicação digital em Forquilha, atuando como webmaster da emissora. Nossa missão é continuar conectando pessoas, valorizando a comunicação local e mantendo viva a tradição da Forquilha FM.

### Atualidade - 2025
A Forquilha FM conta atualmente com uma equipe aproximada de 20 colaboradores entre, locutores, diretores, técnicos e administradores, A emissora conta com uma grade de programação diversificada e cuidadosamente elaborada para atender ouvintes de todas as idades e classes sociais, podendo ser ouvida em todo município pela frequência de 98,7 MHz no FM e em todo mundo através do site ou pelo aplicativo oficial da Forquilha FM e em outros aplicativos e sites de rádios.
A programação é composta com 70% musical, com músicas nacional e internacional. Já as informações locais são produzidas pelos locutores da emissora que trabalha de forma imparcial para levar a notícia verdadeira e concreta.
Ary Santos é o atual diretor geral da Rádio Forquilha FM, desempenhando um papel fundamental na gestão e desenvolvimento da emissora. Com sua liderança, a rádio continua crescendo, fortalecendo sua presença na comunicação local e digital. Sua atuação garante que a Forquilha FM, com seus 28 anos de história, mantenha sua relevância e compromisso com a informação, o entretenimento e a cultura da região.
A Rádio Forquilha FM tem uma longa trajetória marcada por grandes profissionais do rádio. Além dos locutores mais antigos da casa — Célio Cavalcante, Laéssio Melo e V. Lima —, a emissora já contou com talentos como Jair Kovalik, Júlio Sousa, Assis Nascimento, Alan Lima, Aucilane Silva, Tony Paiva e Carlos Rodrigues (in memoriam), entre outros que contribuíram para a história da comunicação em Forquilha.
Com a rádio, a população tem a sua liberdade de expressão respeitada onde ele pode elogiar, criticar, denunciar e cobrar melhorias em seu bairro, localidade ou em toda cidade. A Forquilha FM, ao longo dos 28 anos no ar, vem contribuindo significativamente para o crescimento da cidade e ganhou a total confiança da população que cada dia se apoiam na emissora para buscar soluções de problemas. Com isso, a autoridade do município tem se preocupado e diante das reclamações dos ouvintes, buscado solucionar ou informar a sociedade.
Essa é uma ligação de muito carinho com o ouvinte e que carrega o slogan “Essa é a sua Rádio”.